# Искужино (Абзелиловский район)
Иску́жино (баш. Исҡужа) — деревня в Абзелиловском районе Республики Башкортостан России, относится к Равиловскому сельсовету.

## Население
| 1968 | 2002 | 2009 | 2010 |
| ---- | ---- | ---- | ---- |
| 164  | ↘128 | ↗155 | ↘145 |

Согласно переписи 2002 года, преобладающая национальность — башкиры (99 %).

## Географическое положение
Расстояние до:
- районного центра (Аскарово): 32 км,
- центра сельсовета (Ишкулово): 10 км,
- ближайшей железнодорожной станции (Магнитогорск-Пассажирский): 80 км.